# 聖奧諾夫教堂和修道院

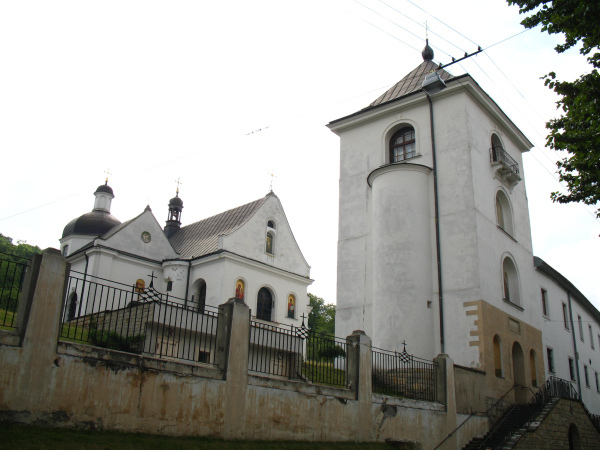
聖奧諾夫教堂和修道院

聖奧諾夫教堂和修道院是烏克蘭城市利沃夫的一座教堂，位於利沃夫舊城北部，建在城堡山上。在13世紀時，就有記錄提到這裡有一座木質教堂。在18至19世紀，教堂得到擴建。蘇聯統治時期，教堂被關閉，並被改為博物館。蘇聯解體之後，教堂得到重建。

## 外部連結
- Monastery and church of St. Onuphrius （页面存档备份，存于） in the Encyclopedia of Ukraine

49°50′58″N 24°1′44″E / 49.84944°N 24.02889°E